# Araeosoma paucispinum
Araeosoma paucispinum is een zee-egel uit de familie Echinothuriidae.
De wetenschappelijke naam van de soort werd in 1924 gepubliceerd door Hubert Lyman Clark.